# Polygonatum × hybridum
Polygonatum × hybridum là một loài thực vật có hoa lai ghép trong họ Asparagaceae. Loài này được Brügger miêu tả khoa học đầu tiên năm 1884.